# (1025) Рима
(1025) Рима (лат. Riema) — астероид главного пояса, который был открыт 12 августа 1923 года немецким астрономом Карлом Рейнмутом в обсерватории Хайдельберг и назван в честь немецкого астронома Иоганна Карла Рихарда Рима.
Орбита астроида Рима имеет большую полуось в размере 1,9791 астрономических единиц. Период его обращения вокруг Солнца равняется 2,784 года.